# Frans Steyn
Frans Steyn (Pretoria, 19 luglio 1982) è un ex cestista sudafricano, professionista nella NBDL.